# Tòfol Montiel
Cristóbal Montiel Rodríguez, meglio noto come Tòfol Montiel (Palma di Maiorca, 11 aprile 2000), è un calciatore spagnolo, centrocampista del FC Lahti.

## Caratteristiche tecniche
Centrocampista offensivo, può occupare tutti i ruoli dietro la punta sulla trequarti avversaria.

## Carriera

### Club

#### Giovanili
Nato a Palma di Maiorca, figlio di Óscar Montiel, nel 2008 è entrato a far parte della squadra della sua città, il Maiorca, rimanendovi fino al 2018 quando è stato acquistato dalla Fiorentina che ha esercitato la clausola rescissoria di 2 milioni di euro. Aggregato alla Primavera, ha conquistato la Coppa Italia Primavera mentre in campionato è risultato il miglior marcatore della squadra con 11 gol e 4 assist in 22 presenze.

#### L'esordio con la Fiorentina
Le buone prestazioni gli sono valse diverse convocazioni in prima squadra, che sono culminate con l'esordio in Serie A, il 31 marzo 2019, in occasione dell'incontro pareggiato 1-1 contro il Torino. La stagione successiva dopo il debutto in Coppa Italia in cui ha giocato gli ultimi 25 minuti della sfida vinta 3-1 contro il Monza risultando decisivo nel ribaltamento del punteggio iniziale con due assist, è stato impiegato nella Primavera del club viola. 

#### Prestito e il rientro a Firenze
Il 31 gennaio 2020 è stato ceduto in prestito semestrale al Vitória Setúbal, con cui ha esordito 14 giorni dopo nel match di Primeira Liga perso 2-1 contro il Gil Vicente.
Terminato il prestito fa ritorno a Firenze. Il 25 novembre 2020 segna il primo gol con la maglia della Fiorentina (oltre che tra i professionisti) nella gara contro l'Udinese in Coppa Italia, decidendo la sfida al 116' dei supplementari (0-1 per i viola il finale). Complice la difficile annata dei viola, chiuderà la stagione con appena tre presenze in totale tra tutte le competizioni.

#### Siena e il ritorno in Spagna
Il 31 agosto 2021 viene ceduto in prestito al Siena. Il 12 settembre segna la prima rete con i senesi nel successo sulla Carrarese per 3-0, ma termina la propria esperienza in maglia bianconera con appena 10 presenze di cui solo 3 da titolare.
Il 28 gennaio 2022 viene ceduto in prestito all'Atlético Baleares, nella terza serie spagnola, fino al termine della stagione. Chiude il girone di ritorno con 14 presenze e un assist.
A fine prestito fa ritorno alla Fiorentina, con cui rescinde il contratto il 15 luglio 2022. Nella stagione 2022-2023 gioca nel Maiorca B, la seconda squadra della società in cui è cresciuto a livello giovanile. Qui trova una maggiore continuità giocando 27 partite, con una rete a referto, nel campionato di Segunda Federación. Il 17 aprile 2023, viene convocato in prima squadra per la vittoriosa trasferta sul campo del Celta Vigo.
Il 6 luglio 2023 passa a titolo definitivo all'Alzira, squadra militante nel campionato di Segunda Federación. Chiude la stagione con 26 presenze, due reti e un assist.

#### Kecskemét
Il 10 settembre 2024 il club ungherese Kecskemét ne annuncia il tesseramento. Cinque giorni dopo gioca la gara di Coppa contro il Kozármisleny SE, mentre l'esordio nel massimo campionato magiaro avviene il successivo 21 settembre contro il Zalaegerszegi TE FC.

### Nazionale
Nel 2018 è stato convocato dall'Under-18 e dall'Under-19 per alcuni match amichevoli, rimanendo tuttavia in panchina.

## Statistiche
Statistiche aggiornate al 1º ottobre 2024.

### Presenze e reti nei club
| Stagione          | Squadra           | Campionato        | Campionato | Campionato | Coppe nazionali | Coppe nazionali | Coppe nazionali | Coppe continentali | Coppe continentali | Coppe continentali | Altre coppe | Altre coppe | Altre coppe | Totale | Totale | Totale |
| Stagione          | Squadra           | Comp              | Pres       | Reti       | Comp            | Pres            | Reti            | Comp               | Pres               | Reti               | Comp        | Pres        | Reti        | Pres   | Reti   |        |
| ----------------- | ----------------- | ----------------- | ---------- | ---------- | --------------- | --------------- | --------------- | ------------------ | ------------------ | ------------------ | ----------- | ----------- | ----------- | ------ | ------ | ------ |
| 2018-2019         | Fiorentina        | A                 | 1          | 0          | CI              | 0               | 0               |                    | -                  | -                  |             | -           | -           | 1      | 0      |        |
| 2019-gen. 2020    | Fiorentina        | A                 | 0          | 0          | CI              | 1               | 0               |                    | -                  | -                  |             | -           | -           | 1      | 0      |        |
| gen.-giu. 2020    | Vitória Setúbal   | PL                | 6          | 0          | CP+CdL          | 0               | 0               |                    | -                  | -                  |             | -           | -           | 6      | 0      |        |
| 2020-2021         | Fiorentina        | A                 | 2          | 0          | CI              | 1               | 1               |                    | -                  | -                  |             | -           | -           | 3      | 1      |        |
| Totale Fiorentina | Totale Fiorentina | Totale Fiorentina | 3          | 0          |                 | 2               | 1               |                    | -                  | -                  |             | -           | -           | 5      | 1      |        |
| 2021-gen. 2022    | Siena             | C                 | 10         | 1          | CI C            | 1               | 0               |                    | -                  | -                  |             | -           | -           | 11     | 1      |        |
| gen.-giu. 2022    | Atlético Baleares | PF                | 14         | 0          |                 | -               | -               |                    | -                  | -                  |             | -           | -           | 14     | 0      |        |
| 2022-2023         | Maiorca B         | SF                | 28         | 1          |                 | -               | -               |                    | -                  | -                  |             | -           | -           | 28     | 1      |        |
| 2023-2024         | UD Alzira         | SF                | 26         | 2          |                 | -               | -               |                    | -                  | -                  |             | -           | -           | 26     | 2      |        |
| set. 2024-2025    | Kecskemét         | NBI               | 2          | 0          | MK              | 1               | 0               |                    | -                  | -                  |             | -           | -           | 3      | 0      |        |
| Totale carriera   | Totale carriera   | Totale carriera   | 89         | 4          |                 | 4               | 1               |                    | -                  | -                  |             | -           | -           | 93     | 5      |        |

## Palmarès

### Club

#### Competizioni giovanili
- Coppa Italia Primavera: 1

Fiorentina: 2018-2019

### Individuale
- Capocannoniere del Torneo di Viareggio: 1

2019 (4 gol)